# ロッテホールディングス
株式会社ロッテホールディングスは、日本の東京都新宿区に本社を置き、大手菓子メーカーのロッテをはじめとする日本のロッテグループ企業と韓国のロッテグループ企業を傘下に置く持株会社（「ロッテグループ」も参照）。
プロ野球球団の千葉ロッテマリーンズの親会社でもある。

## 概要
1948年に日本で設立してガム・チョコレートなどを製造する企業であった旧株式会社ロッテ（以下、旧ロッテ・ロッテHD）が、2007年3月20日付で産業活力再生特別措置法に基づく認定を受け、4月1日に新旧分割で現社名へ変更し、持株会社化したものである。
日本や韓国を中心とした海外のロッテグループ企業を傘下に、グループ全体の競争力向上を目指す。現在の株式会社ロッテは旧ロッテ（ロッテHD）菓子部門を分社して子会社化したものである。
2008年3月に銀座コージーコーナー、12月にメリーチョコレートカムパニーの全株式をそれぞれ取得して傘下に収めた。
2009年7月重光武雄が会長、長男重光宏之が副会長、佃孝之が外部招聘で社長に就任した。
2011年から2014年に中国の事業で1兆ウォン（約1060億円）の損失を計上した。
グループ頂点のロッテHDおよび資産管理会社は日本法人だが、ロッテHD副会長に就任した重光昭夫は韓国内のナショナリズムに配慮してグループの売り上げの95%は韓国であることを挙げ、ロッテは韓国企業であると明言した。実際は、韓国ロッテグループは日本のロッテHDの海外法人である。グループ従業員は10万人、協力会社含み18万人で韓国第5位の財閥である。

## 経営権紛争
2014年12月から2015年1月にかけて、長男の重光宏之がロッテホールディングスを含む各社の役員を解任された。重光宏之は父親の重光武雄と次男の重光昭夫を解任したが、取締役会はこれを無効とした。2015年8月17日に開催された臨時株主総会で、重光昭夫を中心とする現経営陣による経営を継続し、社外取締役を選任することを決定した。臨時株主総会に重光宏之は株主として参加したが、重光武雄は欠席した。
経営権紛争の報道を契機に、韓国内で不買運動が発生した。
2016年に裏金疑惑の崔順実ゲート事件で、韓国検察庁が捜査を始めたが、2016年8月に李仁源副会長が自殺し、捜査が難航した。2018年2月13日に韓国ソウル地方裁判所は、重光昭夫ホールディングス代表取締役副会長兼韓国ロッテグループ会長を贈賄の罪で懲役2年6カ月の判決を言い渡した。昭夫は2017年12月に横領罪で執行猶予付き有罪判決を受けていたため即日収監された。2018年2月21日付で重光昭夫副会長は代表権を返上し、代表取締役は佃社長のみとなった。2019年2月20日にロッテホールディングス取締役会で決議して再び代表権を取得し、代表取締役は佃孝之社長と2人になる。
2020年3月に、2017年の重光武雄退任以来空席の会長職に、重光昭夫が4月1日付で就任することが明らかになった。内紛を終えて日韓両国の経営権を掌握した。
2003年3月に作成された直筆の遺言状が、武雄の死後に東京事務所の金庫から発見された。2020年6月11日に裁判所で法定相続人の子女4人の代理人が立ち会い開封され、後継者を昭夫と定め、長男の宏之はロッテホールディングスや韓国ロッテなどの実務と人事から排除するよう求め、ほかの家族も経営に関与しないことを求めていた。この内容は6月24日に昭夫からロッテグループの日韓両役員に伝えられて公表された。

## 関連企業

### 日本国内
- ロッテ
- ロッテリア - 2023年4月1日付でゼンショーホールディングスに売却、ロッテグループを離脱[15]
- 千葉ロッテマリーンズ
- ロッテメディパレット
- ロッテ健康産業
- ロッテ物産
- クリスピー・クリーム・ドーナツ・ジャパン
- 銀座コージーコーナー
- ロッテ皆吉台カントリークラブ
- ロッテ葛西ゴルフ
- ロッテ酒類ジャパン
- ファミリー
- メリーチョコレートカムパニー
- 光潤社
- ロッテ免税店
- ロッテオンラインショップ

### 韓国国内
- ロッテ持株

韓国法人専用ロゴ

  - 韓国法人LOTTE（韓国ロッテグループ本社、旧ロッテ製菓）日本法人ロッテホールディングスと連携しない。
- ロッテ製菓
- ロッテ七星飲料
  - ロッテアサヒ酒類
    - アサヒグループホールディングスと合併企業。アサヒビール、アサヒ飲料、ニッカウヰスキーの輸入代理店。
- ロッテフード
- ロッテGRS（朝鮮語版） 
  - ロッテリアの韓国法人で、ロッテリアの日本と台湾以外の全店舗とバーガーキング・ジャパン（過去）の店舗を運営。
- ロッテスーパー
  - ロッテ百貨店
  - ロッテマート
  - ロッテハイマート
- ロッテドットコム
- ロッテホテル
  - ロッテ免税店
- ロッテ建設
- ロッテケミカル
- ロッテカード
- イビカード
  - cashbee - 釜山広域市交通機関に導入されている交通カードの運営と市外バス予約システムのサーバー管理業務。Web予約サービスと市外バスターミナル設置の自動券売機も『cashbee』の商標を用いるが、cashbeeのカードは利用できない。
- ロッテワールド
- ロッテ・ジャイアンツ

### その他
- 楽天投資（中華人民共和国）